# دافي كريستي
دافي كريستي (بالإنجليزية: Davy Christie)‏ (1867 في المملكة المتحدة - 1945 بستوك أون ترينت في المملكة المتحدة) هو لاعب كرة قدم بريطاني (وحمل سابقاً جنسية المملكة المتحدة لبريطانيا العظمى وأيرلندا) في مركز الوسط. لعب مع ستوك سيتي وDresden United F.C. ‏ وفورفار أثلتيك ‏.